# Miguel Rio Branco
Miguel Rio Branco (Las Palmas, 11 de dezembro de 1946) é um artista multidisciplinar e fotógrafo brasileiro.
Seu pai era diplomata e, durante sua infância, viveu em Portugal, Suíça, Brasil e Estados Unidos. Em 1966, estudou no Instituto de Fotografia de Nova York e, em 1968, na Escola Superior de Desenho industrial de Rio de Janeiro. Começou dedicando-se à pintura e, em 1974, realizou uma exposição de seus quadros em Berna, já que residia na Suíça. Também colaborou em produções cinematográficas, sobretudo como diretor de fotografia.
Começou a colaborar com a agência Magnum em 1980 e, em 1982, converteu-se em correspondente, não chegando a ser membro.
A partir da Bienal de São Paulo de 1983, começou a realizar instalações espaciais combinando fotografias e música, procurando uma espécie de "poesia documental".
Partindo de imagens tomadas em 1979 no Pelourinho, em Salvador, realizou um curta-metragem intitulado Nada levarei quando morrer, aqueles que me devem cobrarei no inferno que o autor considera um "documentário poético.
Participou como diretor de fotografia de dois filmes de Octávio Bezerra, "Memória Viva" (1987), e "Uma Avenida Chamada Brasil" (1989).
Em 1985 publicou o livro Doce Suor Amargo que recolhe a vida no centro histórico da cidade de Salvador, que se encontrava abandonado. Outros livros publicados são Nakta em 1996, Silent book em 1997, Miguel Rio Branco em 1998, Pele do Tempo em 1999, Gritos Surdos e Entre os Olhos, ou Deserto em 2002 e Plaisir a douleur em 2005.